# Stenbrogölen
Stenbrogölen är en sjö i Växjö kommun i Småland och ingår i Mörrumsåns huvudavrinningsområde. Sjön har en area på 0,0734 kvadratkilometer och ligger 230,1 meter över havet.

## Delavrinningsområde
Stenbrogölen ingår i det delavrinningsområde (633491-142174) som SMHI kallar för Ovan 633443-142408. Medelhöjden är 224 meter över havet och ytan är 33,65 kvadratkilometer. Det finns inga avrinningsområden uppströms utan avrinningsområdet är högsta punkten. Lekarydsån som avvattnar avrinningsområdet har biflödesordning 2, vilket innebär att vattnet flödar genom totalt 2 vattendrag innan det når havet efter 125 kilometer. Avrinningsområdet består mestadels av skog (79 %). Avrinningsområdet har 1,82 kvadratkilometer vattenytor vilket ger det en sjöprocent på 5,4 %.